# Guindulungan
Guindulungan ist eine philippinische Stadtgemeinde in der Provinz Maguindanao del Sur.
Erster ernannter Bürgermeister Guindulungans war Hadji Datu Antao Midtimbang Sr., der auch als Bürgermeister Talayans und als Vizegouverneur der Provinz Maguindanao diente. Guindulungan wurde aus Baranggays gebildet, die zuvor zu Talayan gehörten.

## Baranggays
Guindulungan ist politisch in elf Baranggays unterteilt.
- Ahan
- Bagan
- Datalpandan
- Kalumamis
- Kateman
- Lambayao
- Macasampen
- Muslim
- Muti
- Sampao
- Tambunan II